# Joseph Salerno (calciatore)
Joseph Salerno (13 maggio 1954) è un ex calciatore maltese, di ruolo difensore.

## Carriera

### Nazionale
Ha collezionato tre presenze con la propria Nazionale.

## Statistiche

### Cronologia presenze e reti in Nazionale
| Cronologia completa delle presenze e delle reti in nazionale ― Malta | Cronologia completa delle presenze e delle reti in nazionale ― Malta | Cronologia completa delle presenze e delle reti in nazionale ― Malta | Cronologia completa delle presenze e delle reti in nazionale ― Malta | Cronologia completa delle presenze e delle reti in nazionale ― Malta | Cronologia completa delle presenze e delle reti in nazionale ― Malta | Cronologia completa delle presenze e delle reti in nazionale ― Malta | Cronologia completa delle presenze e delle reti in nazionale ― Malta |
| Data                                                                 | Città                                                                | In casa                                                              | Risultato                                                            | Ospiti                                                               | Competizione                                                         | Reti                                                                 | Note                                                                 |
| -------------------------------------------------------------------- | -------------------------------------------------------------------- | -------------------------------------------------------------------- | -------------------------------------------------------------------- | -------------------------------------------------------------------- | -------------------------------------------------------------------- | -------------------------------------------------------------------- | -------------------------------------------------------------------- |
| 19-12-1982                                                           | Aquisgrana                                                           | Malta                                                                | 0 – 6                                                                | Paesi Bassi                                                          | Qual. Euro 1984                                                      | -                                                                    |                                                                      |
| 26-12-1982                                                           | Attard                                                               | Malta                                                                | 0 – 0                                                                | Bulgaria                                                             | Amichevole                                                           | -                                                                    |                                                                      |
| 15-5-1983                                                            | Attard                                                               | Malta                                                                | 2 – 3                                                                | Spagna                                                               | Qual. Euro 1984                                                      | -                                                                    |                                                                      |
| Totale                                                               |                                                                      | Presenze                                                             | 3                                                                    |                                                                      | Reti                                                                 | 0                                                                    |                                                                      |